# ATP Tour 2023
ATP Tour 2023 – sezon profesjonalnych męskich turniejów tenisowych organizowanych przez Association of Tennis Professionals w 2023 roku. ATP Tour 2023 obejmował turnieje wielkoszlemowe (organizowane przez Międzynarodową Federację Tenisową), turnieje rangi ATP Tour Masters 1000, ATP Tour 500, ATP Tour 250, drużynowe zawody United Cup (organizowane wspólnie przez ATP i WTA), Pucharu Lavera i Pucharu Davisa (ostatnie – organizowane przez ITF), a także kończące sezon zawody ATP Finals i Next Generation ATP Finals. Była to 54. edycja rozgrywek.
W związku z inwazją Rosji na Ukrainę federacje tenisowe z Rosji i Białorusi zostały zawieszone i wycofane ze wszystkich międzynarodowych rozgrywek drużynowych, a zawodniczki i zawodnicy z Rosji i Białorusi nie mogli startować pod flagą i nazwą swojego państwa.

## Kalendarz turniejów
| Wielki Szlem          |
| ATP Finals            |
| ATP Tour Masters 1000 |
| ATP Tour 500          |
| ATP Tour 250          |
| zawody drużynowe      |

### Styczeń
| Tydzień | Data        | Turniej | Zwycięzcy | Wynik | Finaliści | Półfinaliści                          | Ćwierćfinaliści                                                           |
| ------- | ----------- | --- | --- | --- | --- | ------------------------------------- | ------------------------------------------------------------------------- |
| 1.      | 29 grudnia  | United Cup Brisbane, Perth, Sydney Twarda | Stany Zjednoczone | 4–0 | Włochy | Grecja · Polska                       |                                                                           |
| 1.      | 2 stycznia  | Adelaide International 1 Adelaide ATP Tour 250 Twarda | Novak Đoković | 6:7(8), 7:6(3), 6:4 | Sebastian Korda | Daniił Miedwiediew Yoshihito Nishioka | Karen Chaczanow Alexei Popyrin Jannik Sinner Denis Shapovalov             |
| 1.      | 2 stycznia  | Adelaide International 1 Adelaide ATP Tour 250 Twarda | Lloyd Glasspool Harri Heliövaara | 6:3, 7:6(3) | Jamie Murray Michael Venus | Daniił Miedwiediew Yoshihito Nishioka | Karen Chaczanow Alexei Popyrin Jannik Sinner Denis Shapovalov             |
| 1.      | 2 stycznia  | Maharashtra Open Pune ATP Tour 250 Twarda | Tallon Griekspoor | 4:6, 7:5, 6:3 | Benjamin Bonzi | Asłan Karacew Botic van de Zandschulp | Marin Čilić Filip Krajinović Maximilian Marterer Pedro Martínez           |
| 1.      | 2 stycznia  | Maharashtra Open Pune ATP Tour 250 Twarda | Sander Gillé Joran Vliegen | 6:4, 6:4 | Sriram Balaji Jeevan Nedunchezhiyan | Asłan Karacew Botic van de Zandschulp | Marin Čilić Filip Krajinović Maximilian Marterer Pedro Martínez           |
| 2.      | 9 stycznia  | Adelaide International 2 Adelaide ATP Tour 250 Twarda | Kwon Soon-woo | 6:4, 3:6, 7:6(4) | Roberto Bautista-Agut | Jack Draper Thanasi Kokkinakis        | Karen Chaczanow Alejandro Davidovich Fokina Miomir Kecmanović Mikael Ymer |
| 2.      | 9 stycznia  | Adelaide International 2 Adelaide ATP Tour 250 Twarda | Marcelo Arévalo Jean-Julien Rojer | walkower | Ivan Dodig Austin Krajicek | Jack Draper Thanasi Kokkinakis        | Karen Chaczanow Alejandro Davidovich Fokina Miomir Kecmanović Mikael Ymer |
| 2.      | 9 stycznia  | ASB Classic Auckland ATP Tour 250 Twarda | Richard Gasquet | 4:6, 6:4, 6:4 | Cameron Norrie | Jenson Brooksby Constant Lestienne    | Laslo Đere Marcos Giron David Goffin Quentin Halys                        |
| 2.      | 9 stycznia  | ASB Classic Auckland ATP Tour 250 Twarda | Nikola Mektić Mate Pavić | 6:4, 6:7(5), 10–6 | Nathaniel Lammons Jackson Withrow | Jenson Brooksby Constant Lestienne    | Laslo Đere Marcos Giron David Goffin Quentin Halys                        |
| 3.–4.   | 16 stycznia | Australian Open Melbourne Wielki Szlem Twarda | Novak Đoković | 6:3, 7:6(4), 7:6(5) | Stefanos Tsitsipas | Karen Chaczanow Tommy Paul            | Sebastian Korda Jiří Lehečka Andriej Rublow Ben Shelton                   |
| 3.–4.   | 16 stycznia | Australian Open Melbourne Wielki Szlem Twarda | Rinky Hijikata Jason Kubler | 6:4, 7:6(4) | Hugo Nys Jan Zieliński | Karen Chaczanow Tommy Paul            | Sebastian Korda Jiří Lehečka Andriej Rublow Ben Shelton                   |
| 3.–4.   | 16 stycznia | Australian Open Melbourne Wielki Szlem Twarda | Luisa Stefani Rafael Matos | 7:6(2), 6:2 | Sania Mirza Rohan Bopanna | Karen Chaczanow Tommy Paul            | Sebastian Korda Jiří Lehečka Andriej Rublow Ben Shelton                   |
| 5.      | 30 stycznia | Runda kwalifikacyjna Pucharu Davisa Rijeka – Twarda (hala) Tatabánya – Twarda (hala) Taszkent – Twarda (hala) Trewir – Twarda (hala) Cota – Ceglana (hala) Oslo – Twarda (hala) La Serena – Ceglana Seul – Twarda (hala) Sztokholm – Twarda (hala) Groningen – Twarda (hala) Espoo – Twarda (hala) Maia – Ceglana (hala) | · Chorwacja – Austria 3–1 · Węgry – Francja 2–3 · Uzbekistan – Stany Zjednoczone 0–4 · Niemcy – Szwajcaria 2–3 · Kolumbia – Wielka Brytania 1–3 · Norwegia – Serbia 0–4 · Chile – Kazachstan 3–1 · Korea Południowa – Belgia 3–2 · Szwecja – Bośnia i Hercegowina 3–1 · Holandia – Słowacja 4–0 · Finlandia – Argentyna 3–1 · Portugalia – Czechy 1–3 | · Chorwacja – Austria 3–1 · Węgry – Francja 2–3 · Uzbekistan – Stany Zjednoczone 0–4 · Niemcy – Szwajcaria 2–3 · Kolumbia – Wielka Brytania 1–3 · Norwegia – Serbia 0–4 · Chile – Kazachstan 3–1 · Korea Południowa – Belgia 3–2 · Szwecja – Bośnia i Hercegowina 3–1 · Holandia – Słowacja 4–0 · Finlandia – Argentyna 3–1 · Portugalia – Czechy 1–3 | · Chorwacja – Austria 3–1 · Węgry – Francja 2–3 · Uzbekistan – Stany Zjednoczone 0–4 · Niemcy – Szwajcaria 2–3 · Kolumbia – Wielka Brytania 1–3 · Norwegia – Serbia 0–4 · Chile – Kazachstan 3–1 · Korea Południowa – Belgia 3–2 · Szwecja – Bośnia i Hercegowina 3–1 · Holandia – Słowacja 4–0 · Finlandia – Argentyna 3–1 · Portugalia – Czechy 1–3 |                                       |                                                                           |

### Luty
| Tydzień | Data      | Turniej                                                   | Zwycięzcy                                | Wynik                   | Finaliści                                  | Półfinaliści                                | Ćwierćfinaliści                                                                   |
| ------- | --------- | --------------------------------------------------------- | ---------------------------------------- | ----------------------- | ------------------------------------------ | ------------------------------------------- | --------------------------------------------------------------------------------- |
| 6.      | 6 lutego  | Open Sud de France Montpellier ATP Tour 250 Twarda (hala) | Jannik Sinner                            | 7:6(3), 6:3             | Maxime Cressy                              | Arthur Fils Holger Rune                     | Grégoire Barrère Borna Ćorić Quentin Halys Lorenzo Sonego                         |
| 6.      | 6 lutego  | Open Sud de France Montpellier ATP Tour 250 Twarda (hala) | Robin Haase Matwé Middelkoop             | 7:6(4), 4:6, 10–6       | Maxime Cressy Albano Olivetti              | Arthur Fils Holger Rune                     | Grégoire Barrère Borna Ćorić Quentin Halys Lorenzo Sonego                         |
| 6.      | 6 lutego  | Córdoba Open Córdoba ATP Tour 250 Ceglana                 | Sebastián Báez                           | 6:1, 3:6, 6:3           | Federico Coria                             | Hugo Dellien Albert Ramos-Viñolas           | Marcelo Tomás Barrios Vera Francisco Cerúndolo Juan Manuel Cerúndolo João Sousa   |
| 6.      | 6 lutego  | Córdoba Open Córdoba ATP Tour 250 Ceglana                 | Máximo González Andrés Molteni           | 6:4, 6:4                | Sadio Doumbia Fabien Reboul                | Hugo Dellien Albert Ramos-Viñolas           | Marcelo Tomás Barrios Vera Francisco Cerúndolo Juan Manuel Cerúndolo João Sousa   |
| 6.      | 6 lutego  | Dallas Open Dallas ATP Tour 250 Twarda (hala)             | Wu Yibing                                | 6:7(4), 7:6(3), 7:6(12) | John Isner                                 | Taylor Fritz Jeffrey John Wolf              | Marcos Giron Emilio Gómez Adrian Mannarino Frances Tiafoe                         |
| 6.      | 6 lutego  | Dallas Open Dallas ATP Tour 250 Twarda (hala)             | Jamie Murray Michael Venus               | 1:6, 7:6(4), 10–7       | Nathaniel Lammons Jackson Withrow          | Taylor Fritz Jeffrey John Wolf              | Marcos Giron Emilio Gómez Adrian Mannarino Frances Tiafoe                         |
| 7.      | 13 lutego | Rotterdam Open Rotterdam ATP Tour 500 Twarda (hala)       | Daniił Miedwiediew                       | 5:7, 6:2, 6:2           | Jannik Sinner                              | Grigor Dimitrow Tallon Griekspoor           | Félix Auger-Aliassime Gijs Brouwer Alex de Minaur Stan Wawrinka                   |
| 7.      | 13 lutego | Rotterdam Open Rotterdam ATP Tour 500 Twarda (hala)       | Ivan Dodig Austin Krajicek               | 7:6(5), 2:6, 12–10      | Rohan Bopanna Matthew Ebden                | Grigor Dimitrow Tallon Griekspoor           | Félix Auger-Aliassime Gijs Brouwer Alex de Minaur Stan Wawrinka                   |
| 7.      | 13 lutego | Argentina Open Buenos Aires ATP Tour 250 Ceglana          | Carlos Alcaraz                           | 6:3, 7:5                | Cameron Norrie                             | Juan Pablo Varillas Bernabé Zapata Miralles | Francisco Cerúndolo Tomás Martín Etcheverry Dušan Lajović Lorenzo Musetti         |
| 7.      | 13 lutego | Argentina Open Buenos Aires ATP Tour 250 Ceglana          | Simone Bolelli Fabio Fognini             | 6:4, 6:2                | Nicolás Barrientos Ariel Behar             | Juan Pablo Varillas Bernabé Zapata Miralles | Francisco Cerúndolo Tomás Martín Etcheverry Dušan Lajović Lorenzo Musetti         |
| 7.      | 13 lutego | Delray Beach Open Delray Beach ATP Tour 250 Twarda        | Taylor Fritz                             | 6:0, 5:7, 6:2           | Miomir Kecmanović                          | Radu Albot Mackenzie McDonald               | Marcos Giron Adrian Mannarino Michael Mmoh Tommy Paul                             |
| 7.      | 13 lutego | Delray Beach Open Delray Beach ATP Tour 250 Twarda        | Marcelo Arévalo Jean-Julien Rojer        | 6:3, 6:4                | Rinky Hijikata Reese Stalder               | Radu Albot Mackenzie McDonald               | Marcos Giron Adrian Mannarino Michael Mmoh Tommy Paul                             |
| 8.      | 20 lutego | Rio Open Rio de Janeiro ATP Tour 500 Ceglana              | Cameron Norrie                           | 5:7, 6:4, 7:5           | Carlos Alcaraz                             | Nicolás Jarry Bernabé Zapata Miralles       | Sebastián Báez Hugo Dellien Dušan Lajović Albert Ramos-Viñolas                    |
| 8.      | 20 lutego | Rio Open Rio de Janeiro ATP Tour 500 Ceglana              | Máximo González Andrés Molteni           | 6:1, 7:6(3)             | Juan Sebastián Cabal Marcelo Melo          | Nicolás Jarry Bernabé Zapata Miralles       | Sebastián Báez Hugo Dellien Dušan Lajović Albert Ramos-Viñolas                    |
| 8.      | 20 lutego | Open 13 Marsylia ATP Tour 250 Twarda (hala)               | Hubert Hurkacz                           | 6:3, 7:6(4)             | Benjamin Bonzi                             | Aleksandr Bublik Arthur Fils                | Grigor Dimitrow Alex de Minaur Stan Wawrinka Mikael Ymer                          |
| 8.      | 20 lutego | Open 13 Marsylia ATP Tour 250 Twarda (hala)               | Santiago González Édouard Roger-Vasselin | 4:6, 7:6(4), 10–7       | Nicolas Mahut Fabrice Martin               | Aleksandr Bublik Arthur Fils                | Grigor Dimitrow Alex de Minaur Stan Wawrinka Mikael Ymer                          |
| 8.      | 20 lutego | Qatar Open Doha ATP Tour 250 Twarda                       | Daniił Miedwiediew                       | 6:4, 6:4                | Andy Murray                                | Félix Auger-Aliassime Jiří Lehečka          | Alejandro Davidovich Fokina Alexandre Müller Christopher O’Connell Andriej Rublow |
| 8.      | 20 lutego | Qatar Open Doha ATP Tour 250 Twarda                       | Rohan Bopanna Matthew Ebden              | 6:7(5), 6:4, 10–6       | Constant Lestienne Botic van de Zandschulp | Félix Auger-Aliassime Jiří Lehečka          | Alejandro Davidovich Fokina Alexandre Müller Christopher O’Connell Andriej Rublow |
| 9.      | 27 lutego | Mexican Open Acapulco ATP Tour 500 Twarda                 | Alex de Minaur                           | 3:6, 6:4, 6:1           | Tommy Paul                                 | Taylor Fritz Holger Rune                    | Matteo Berrettini Taro Daniel Mackenzie McDonald Frances Tiafoe                   |
| 9.      | 27 lutego | Mexican Open Acapulco ATP Tour 500 Twarda                 | Alexander Erler Lucas Miedler            | 7:6(9), 7:6(3)          | Nathaniel Lammons Jackson Withrow          | Taylor Fritz Holger Rune                    | Matteo Berrettini Taro Daniel Mackenzie McDonald Frances Tiafoe                   |
| 9.      | 27 lutego | Dubai Tennis Championships Dubaj ATP Tour 500 Twarda      | Daniił Miedwiediew                       | 6:2, 6:2                | Andriej Rublow                             | Novak Đoković Alexander Zverev              | Borna Ćorić Hubert Hurkacz Lorenzo Sonego Botic van de Zandschulp                 |
| 9.      | 27 lutego | Dubai Tennis Championships Dubaj ATP Tour 500 Twarda      | Maxime Cressy Fabrice Martin             | 7:6(3), 6:4             | Lloyd Glasspool Harri Heliövaara           | Novak Đoković Alexander Zverev              | Borna Ćorić Hubert Hurkacz Lorenzo Sonego Botic van de Zandschulp                 |
| 9.      | 27 lutego | Chile Open Santiago ATP Tour 250 Ceglana                  | Nicolás Jarry                            | 6:7(5), 7:6(5), 6:2     | Tomás Martín Etcheverry                    | Sebastián Báez Jaume Munar                  | Laslo Đere Yannick Hanfmann Dušan Lajović Thiago Monteiro                         |
| 9.      | 27 lutego | Chile Open Santiago ATP Tour 250 Ceglana                  | Andrea Pellegrino Andrea Vavassori       | 6:4, 3:6, 12–10         | Thiago Seyboth Wild Matías Soto            | Sebastián Báez Jaume Munar                  | Laslo Đere Yannick Hanfmann Dušan Lajović Thiago Monteiro                         |

### Marzec
| Tydzień | Data     | Turniej                                                        | Zwycięzcy                                | Wynik          | Finaliści                     | Półfinaliści                   | Ćwierćfinaliści                                                               |
| ------- | -------- | -------------------------------------------------------------- | ---------------------------------------- | -------------- | ----------------------------- | ------------------------------ | ----------------------------------------------------------------------------- |
| 10.–11. | 8 marca  | Indian Wells Masters Indian Wells ATP Tour Masters 1000 Twarda | Carlos Alcaraz                           | 6:3, 6:2       | Daniił Miedwiediew            | Jannik Sinner Frances Tiafoe   | Félix Auger-Aliassime Alejandro Davidovich Fokina Taylor Fritz Cameron Norrie |
| 10.–11. | 8 marca  | Indian Wells Masters Indian Wells ATP Tour Masters 1000 Twarda | Rohan Bopanna Matthew Ebden              | 6:3, 2:6, 10–8 | Wesley Koolhof Neal Skupski   | Jannik Sinner Frances Tiafoe   | Félix Auger-Aliassime Alejandro Davidovich Fokina Taylor Fritz Cameron Norrie |
| 12.–13. | 22 marca | Miami Open Miami ATP Tour Masters 1000 Twarda                  | Daniił Miedwiediew                       | 7:5, 6:3       | Jannik Sinner                 | Carlos Alcaraz Karen Chaczanow | Francisco Cerúndolo Christopher Eubanks Taylor Fritz Emil Ruusuvuori          |
| 12.–13. | 22 marca | Miami Open Miami ATP Tour Masters 1000 Twarda                  | Santiago González Édouard Roger-Vasselin | 7:6(4), 7:5    | Austin Krajicek Nicolas Mahut | Carlos Alcaraz Karen Chaczanow | Francisco Cerúndolo Christopher Eubanks Taylor Fritz Emil Ruusuvuori          |

### Kwiecień
| Tydzień | Data        | Turniej                                                       | Zwycięzcy                          | Wynik             | Finaliści                               | Półfinaliści                       | Ćwierćfinaliści                                                                  |
| ------- | ----------- | ------------------------------------------------------------- | ---------------------------------- | ----------------- | --------------------------------------- | ---------------------------------- | -------------------------------------------------------------------------------- |
| 14.     | 3 kwietnia  | US Men’s Clay Court Championship Houston ATP Tour 250 Ceglana | Frances Tiafoe                     | 7:6(1), 7:6(6)    | Tomás Martín Etcheverry                 | Gijs Brouwer Yannick Hanfmann      | Cristian Garín Jason Kubler Tomáš Macháč Jeffrey John Wolf                       |
| 14.     | 3 kwietnia  | US Men’s Clay Court Championship Houston ATP Tour 250 Ceglana | Max Purcell Jordan Thompson        | 4:6, 6:4, 10–5    | Julian Cash Henry Patten                | Gijs Brouwer Yannick Hanfmann      | Cristian Garín Jason Kubler Tomáš Macháč Jeffrey John Wolf                       |
| 14.     | 3 kwietnia  | Grand Prix Hassan II Marrakesz ATP Tour 250 Ceglana           | Roberto Carballés Baena            | 4:6, 7:6(3), 6:2  | Alexandre Müller                        | Daniel Evans Pawieł Kotow          | Tallon Griekspoor Lorenzo Musetti Christopher O’Connell Andrea Vavassori         |
| 14.     | 3 kwietnia  | Grand Prix Hassan II Marrakesz ATP Tour 250 Ceglana           | Marcelo Demoliner Andrea Vavassori | 6:4, 3:6, 12–10   | Alexander Erler Lucas Miedler           | Daniel Evans Pawieł Kotow          | Tallon Griekspoor Lorenzo Musetti Christopher O’Connell Andrea Vavassori         |
| 14.     | 3 kwietnia  | Estoril Open Estoril ATP Tour 250 Ceglana                     | Casper Ruud                        | 6:2, 7:6(3)       | Miomir Kecmanović                       | Marco Cecchinato Quentin Halys     | Sebastián Báez Alejandro Davidovich Fokina Dominic Thiem Bernabé Zapata Miralles |
| 14.     | 3 kwietnia  | Estoril Open Estoril ATP Tour 250 Ceglana                     | Sander Gillé Joran Vliegen         | 6:3, 6:4          | Nikola Ćaćić Miomir Kecmanović          | Marco Cecchinato Quentin Halys     | Sebastián Báez Alejandro Davidovich Fokina Dominic Thiem Bernabé Zapata Miralles |
| 15.     | 9 kwietnia  | Monte Carlo Masters Monte Carlo ATP Tour Masters 1000 Ceglana | Andriej Rublow                     | 5:7, 6:2, 7:5     | Holger Rune                             | Taylor Fritz Jannik Sinner         | Daniił Miedwiediew Lorenzo Musetti Jan-Lennard Struff Stefanos Tsitsipas         |
| 15.     | 9 kwietnia  | Monte Carlo Masters Monte Carlo ATP Tour Masters 1000 Ceglana | Ivan Dodig Austin Krajicek         | 6:0, 4:6, 14–12   | Romain Arneodo Tristan-Samuel Weissborn | Taylor Fritz Jannik Sinner         | Daniił Miedwiediew Lorenzo Musetti Jan-Lennard Struff Stefanos Tsitsipas         |
| 16.     | 17 kwietnia | Barcelona Open Barcelona ATP Tour 500 Ceglana                 | Carlos Alcaraz                     | 6:3, 6:4          | Stefanos Tsitsipas                      | Daniel Evans Lorenzo Musetti       | Francisco Cerúndolo Alejandro Davidovich Fokina Alex de Minaur Jannik Sinner     |
| 16.     | 17 kwietnia | Barcelona Open Barcelona ATP Tour 500 Ceglana                 | Máximo González Andrés Molteni     | 6:3, 6:7(8), 10–4 | Wesley Koolhof Neal Skupski             | Daniel Evans Lorenzo Musetti       | Francisco Cerúndolo Alejandro Davidovich Fokina Alex de Minaur Jannik Sinner     |
| 16.     | 17 kwietnia | Banja Luka Open Banja Luka ATP Tour 250 Ceglana               | Dušan Lajović                      | 6:3, 4:6, 6:4     | Andriej Rublow                          | Miomir Kecmanović Alex Molčan      | Laslo Đere Novak Đoković Damir Džumhur Jiří Lehečka                              |
| 16.     | 17 kwietnia | Banja Luka Open Banja Luka ATP Tour 250 Ceglana               | Jamie Murray Michael Venus         | 7:5, 6:2          | Francisco Cabral Ołeksandr Nedowiesow   | Miomir Kecmanović Alex Molčan      | Laslo Đere Novak Đoković Damir Džumhur Jiří Lehečka                              |
| 16.     | 17 kwietnia | BMW Open Monachium ATP Tour 250 Ceglana                       | Holger Rune                        | 6:4, 1:6, 7:6(3)  | Botic van de Zandschulp                 | Taylor Fritz Christopher O’Connell | Flavio Cobolli Cristian Garín Marcos Giron Dominic Thiem                         |
| 16.     | 17 kwietnia | BMW Open Monachium ATP Tour 250 Ceglana                       | Alexander Erler Lucas Miedler      | 6:3, 6:4          | Kevin Krawietz Tim Pütz                 | Taylor Fritz Christopher O’Connell | Flavio Cobolli Cristian Garín Marcos Giron Dominic Thiem                         |
| 17.–18. | 26 kwietnia | Madrid Open Madryt ATP Tour Masters 1000 Ceglana              | Carlos Alcaraz                     | 6:4, 3:6, 6:3     | Jan-Lennard Struff                      | Borna Ćorić Asłan Karacew          | Daniel Altmaier Karen Chaczanow Stefanos Tsitsipas Zhang Zhizhen                 |
| 17.–18. | 26 kwietnia | Madrid Open Madryt ATP Tour Masters 1000 Ceglana              | Karen Chaczanow Andriej Rublow     | 6:3, 3:6, 10–3    | Rohan Bopanna Matthew Ebden             | Borna Ćorić Asłan Karacew          | Daniel Altmaier Karen Chaczanow Stefanos Tsitsipas Zhang Zhizhen                 |

### Maj
| Tydzień | Data    | Turniej                                                    | Zwycięzcy                  | Wynik            | Finaliści                           | Półfinaliści                     | Ćwierćfinaliści                                                        |
| ------- | ------- | ---------------------------------------------------------- | -------------------------- | ---------------- | ----------------------------------- | -------------------------------- | ---------------------------------------------------------------------- |
| 19.–20. | 10 maja | Internazionali d’Italia Rzym ATP Tour Masters 1000 Ceglana | Daniił Miedwiediew         | 7:5, 7:5         | Holger Rune                         | Casper Ruud Stefanos Tsitsipas   | Francisco Cerúndolo Borna Ćorić Novak Đoković Yannick Hanfmann         |
| 19.–20. | 10 maja | Internazionali d’Italia Rzym ATP Tour Masters 1000 Ceglana | Hugo Nys Jan Zieliński     | 7:5, 6:1         | Robin Haase Botic van de Zandschulp | Casper Ruud Stefanos Tsitsipas   | Francisco Cerúndolo Borna Ćorić Novak Đoković Yannick Hanfmann         |
| 21.     | 21 maja | Geneva Open Genewa ATP Tour 250 Ceglana                    | Nicolás Jarry              | 7:6(1), 6:1      | Grigor Dimitrow                     | Alexander Zverev Taylor Fritz    | Casper Ruud Wu Yibing Christopher O’Connell Ilja Iwaszka               |
| 21.     | 21 maja | Geneva Open Genewa ATP Tour 250 Ceglana                    | Jamie Murray Michael Venus | 7:6(6), 7:6(3)   | Marcel Granollers Horacio Zeballos  | Alexander Zverev Taylor Fritz    | Casper Ruud Wu Yibing Christopher O’Connell Ilja Iwaszka               |
| 21.     | 21 maja | Lyon Open Lyon ATP Tour 250 Ceglana                        | Arthur Fils                | 6:3, 7:5         | Francisco Cerúndolo                 | Brandon Nakashima Cameron Norrie | Félix Auger-Aliassime Tommy Paul Jack Draper Sebastián Báez            |
| 21.     | 21 maja | Lyon Open Lyon ATP Tour 250 Ceglana                        | Rajeev Ram Joe Salisbury   | 6:0, 6:3         | Nicolas Mahut Matwé Middelkoop      | Brandon Nakashima Cameron Norrie | Félix Auger-Aliassime Tommy Paul Jack Draper Sebastián Báez            |
| 22.–23. | 28 maja | French Open Paryż Wielki Szlem Ceglana                     | Novak Đoković              | 7:6(1), 6:3, 7:5 | Casper Ruud                         | Carlos Alcaraz Alexander Zverev  | Karen Chaczanow Tomás Martín Etcheverry Holger Rune Stefanos Tsitsipas |
| 22.–23. | 28 maja | French Open Paryż Wielki Szlem Ceglana                     | Ivan Dodig Austin Krajicek | 6:3, 6:1         | Sander Gillé Joran Vliegen          | Carlos Alcaraz Alexander Zverev  | Karen Chaczanow Tomás Martín Etcheverry Holger Rune Stefanos Tsitsipas |
| 22.–23. | 28 maja | French Open Paryż Wielki Szlem Ceglana                     | Miyu Katō Tim Pütz         | 4:6, 6:4, 10–6   | Bianca Andreescu Michael Venus      | Carlos Alcaraz Alexander Zverev  | Karen Chaczanow Tomás Martín Etcheverry Holger Rune Stefanos Tsitsipas |

### Czerwiec
| Tydzień | Data       | Turniej                                                    | Zwycięzcy                   | Wynik                 | Finaliści                            | Półfinaliści                           | Ćwierćfinaliści                                                    |
| ------- | ---------- | ---------------------------------------------------------- | --------------------------- | --------------------- | ------------------------------------ | -------------------------------------- | ------------------------------------------------------------------ |
| 24.     | 12 czerwca | Rosmalen Open ’s-Hertogenbosch ATP Tour 250 Trawiasta      | Tallon Griekspoor           | 6:7(4), 7:6(3), 6:3   | Jordan Thompson                      | Rinky Hijikata Emil Ruusuvuori         | Alex de Minaur Mackenzie McDonald Adrian Mannarino Jannik Sinner   |
| 24.     | 12 czerwca | Rosmalen Open ’s-Hertogenbosch ATP Tour 250 Trawiasta      | Wesley Koolhof Neal Skupski | 7:6(1), 6:2           | Gonzalo Escobar Ołeksandr Nedowiesow | Rinky Hijikata Emil Ruusuvuori         | Alex de Minaur Mackenzie McDonald Adrian Mannarino Jannik Sinner   |
| 24.     | 12 czerwca | Stuttgart Open Stuttgart ATP Tour 250 Trawiasta            | Frances Tiafoe              | 4:6, 7:6(1), 7:6(8)   | Jan-Lennard Struff                   | Márton Fucsovics Hubert Hurkacz        | Taylor Fritz Richard Gasquet Lorenzo Musetti Christopher O’Connell |
| 24.     | 12 czerwca | Stuttgart Open Stuttgart ATP Tour 250 Trawiasta            | Kevin Krawietz Tim Pütz     | 7:6(6), 6:7(12), 10–4 | Rohan Bopanna Matthew Ebden          | Márton Fucsovics Hubert Hurkacz        | Taylor Fritz Richard Gasquet Lorenzo Musetti Christopher O’Connell |
| 25.     | 19 czerwca | Halle Open Halle ATP Tour 500 Trawiasta                    | Aleksandr Bublik            | 6:3, 3:6, 6:3         | Andriej Rublow                       | Roberto Bautista-Agut Alexander Zverev | Tallon Griekspoor Nicolás Jarry Daniił Miedwiediew Jannik Sinner   |
| 25.     | 19 czerwca | Halle Open Halle ATP Tour 500 Trawiasta                    | Marcelo Melo John Peers     | 7:6(3), 3:6, 10–6     | Simone Bolelli Andrea Vavassori      | Roberto Bautista-Agut Alexander Zverev | Tallon Griekspoor Nicolás Jarry Daniił Miedwiediew Jannik Sinner   |
| 25.     | 19 czerwca | Queen’s Club Championships Londyn ATP Tour 500 Trawiasta   | Carlos Alcaraz              | 6:4, 6:4              | Alex de Minaur                       | Sebastian Korda Holger Rune            | Grigor Dimitrow Adrian Mannarino Lorenzo Musetti Cameron Norrie    |
| 25.     | 19 czerwca | Queen’s Club Championships Londyn ATP Tour 500 Trawiasta   | Ivan Dodig Austin Krajicek  | 6:4, 6:7(5), 10–3     | Taylor Fritz Jiří Lehečka            | Sebastian Korda Holger Rune            | Grigor Dimitrow Adrian Mannarino Lorenzo Musetti Cameron Norrie    |
| 26.     | 25 czerwca | Mallorca Championships Santa Ponça ATP Tour 250 Trawiasta  | Christopher Eubanks         | 6:1, 6:4              | Adrian Mannarino                     | Yannick Hanfmann Lloyd Harris          | Pawieł Kotow Feliciano López Corentin Moutet Arthur Rinderknech    |
| 26.     | 25 czerwca | Mallorca Championships Santa Ponça ATP Tour 250 Trawiasta  | Yuki Bhambri Lloyd Harris   | 6:3, 6:4              | Robin Haase Philipp Oswald           | Yannick Hanfmann Lloyd Harris          | Pawieł Kotow Feliciano López Corentin Moutet Arthur Rinderknech    |
| 26.     | 26 czerwca | Eastbourne International Eastbourne ATP Tour 250 Trawiasta | Francisco Cerúndolo         | 6:4, 1:6, 6:4         | Tommy Paul                           | Grégoire Barrère Mackenzie McDonald    | Miomir Kecmanović Jeffrey John Wolf Mikael Ymer Zhang Zhizhen      |
| 26.     | 26 czerwca | Eastbourne International Eastbourne ATP Tour 250 Trawiasta | Nikola Mektić Mate Pavić    | 6:4, 6:2              | Ivan Dodig Austin Krajicek           | Grégoire Barrère Mackenzie McDonald    | Miomir Kecmanović Jeffrey John Wolf Mikael Ymer Zhang Zhizhen      |

### Lipiec
| Tydzień | Data     | Turniej                                            | Zwycięzcy                                | Wynik                      | Finaliści                            | Półfinaliści                        | Ćwierćfinaliści                                                  |
| ------- | -------- | -------------------------------------------------- | ---------------------------------------- | -------------------------- | ------------------------------------ | ----------------------------------- | ---------------------------------------------------------------- |
| 27.–28. | 3 lipca  | Wimbledon Londyn Wielki Szlem Trawiasta            | Carlos Alcaraz                           | 1:6, 7:6(6), 6:1, 3:6, 6:4 | Novak Đoković                        | Daniił Miedwiediew Jannik Sinner    | Christopher Eubanks Andriej Rublow Holger Rune Roman Safiullin   |
| 27.–28. | 3 lipca  | Wimbledon Londyn Wielki Szlem Trawiasta            | Wesley Koolhof Neal Skupski              | 6:4, 6:4                   | Marcel Granollers Horacio Zeballos   | Daniił Miedwiediew Jannik Sinner    | Christopher Eubanks Andriej Rublow Holger Rune Roman Safiullin   |
| 27.–28. | 3 lipca  | Wimbledon Londyn Wielki Szlem Trawiasta            | Ludmyła Kiczenok Mate Pavić              | 6:4, 6:7(9), 6:3           | Xu Yifan Joran Vliegen               | Daniił Miedwiediew Jannik Sinner    | Christopher Eubanks Andriej Rublow Holger Rune Roman Safiullin   |
| 29.     | 17 lipca | Puchar Hopmana Nicea Ceglana                       | Chorwacja                                | 2–0                        | Szwajcaria                           |                                     |                                                                  |
| 29.     | 17 lipca | Swedish Open Båstad ATP Tour 250 Ceglana           | Andriej Rublow                           | 7:6(3), 6:0                | Casper Ruud                          | Francisco Cerúndolo Lorenzo Musetti | Federico Coria Sebastian Ofner Alexander Zverev                  |
| 29.     | 17 lipca | Swedish Open Båstad ATP Tour 250 Ceglana           | Gonzalo Escobar Ołeksandr Nedowiesow     | 6:2, 6:2                   | Francisco Cabral Rafael Matos        | Francisco Cerúndolo Lorenzo Musetti | Federico Coria Sebastian Ofner Alexander Zverev                  |
| 29.     | 17 lipca | Hall of Fame Open Newport ATP Tour 250 Trawiasta   | Adrian Mannarino                         | 6:2, 6:4                   | Alex Michelsen                       | Ugo Humbert John Isner              | Kevin Anderson Mackenzie McDonald Tommy Paul Jordan Thompson     |
| 29.     | 17 lipca | Hall of Fame Open Newport ATP Tour 250 Trawiasta   | Nathaniel Lammons Jackson Withrow        | 6:3, 5:7, 10–5             | William Blumberg Max Purcell         | Ugo Humbert John Isner              | Kevin Anderson Mackenzie McDonald Tommy Paul Jordan Thompson     |
| 29.     | 17 lipca | Swiss Open Gstaad Gstaad ATP Tour 250 Ceglana      | Pedro Cachín                             | 3:6, 6:0, 7:5              | Albert Ramos-Viñolas                 | Miomir Kecmanović Hamad Međedović   | Zizou Bergs Yannick Hanfmann Jaume Munar Juan Pablo Varillas     |
| 29.     | 17 lipca | Swiss Open Gstaad Gstaad ATP Tour 250 Ceglana      | Dominic Stricker Stan Wawrinka           | 7:6(8), 6:2                | Marcelo Demoliner Matwé Middelkoop   | Miomir Kecmanović Hamad Međedović   | Zizou Bergs Yannick Hanfmann Jaume Munar Juan Pablo Varillas     |
| 30.     | 24 lipca | Hamburg European Open Hamburg ATP Tour 500 Ceglana | Alexander Zverev                         | 7:5, 6:3                   | Laslo Đere                           | Arthur Fils Zhang Zhizhen           | Daniel Altmaier Lorenzo Musetti Casper Ruud Luca Van Assche      |
| 30.     | 24 lipca | Hamburg European Open Hamburg ATP Tour 500 Ceglana | Kevin Krawietz Tim Pütz                  | 7:6(4), 6:3                | Sander Gillé Joran Vliegen           | Arthur Fils Zhang Zhizhen           | Daniel Altmaier Lorenzo Musetti Casper Ruud Luca Van Assche      |
| 30.     | 24 lipca | Croatia Open Umag Umag ATP Tour 250 Ceglana        | Alexei Popyrin                           | 6:7(5), 6:3, 6:4           | Stan Wawrinka                        | Matteo Arnaldi Lorenzo Sonego       | Roberto Carballés Baena Jiří Lehečka Jaume Munar Dino Prižmić    |
| 30.     | 24 lipca | Croatia Open Umag Umag ATP Tour 250 Ceglana        | Blaž Rola Nino Serdarušić                | 4:6, 7:6(2), 15–13         | Simone Bolelli Andrea Vavassori      | Matteo Arnaldi Lorenzo Sonego       | Roberto Carballés Baena Jiří Lehečka Jaume Munar Dino Prižmić    |
| 30.     | 24 lipca | Atlanta Open Atlanta ATP Tour 250 Twarda           | Taylor Fritz                             | 7:5, 6:7(5), 6:4           | Aleksandar Vukic                     | Ugo Humbert Jeffrey John Wolf       | Christopher Eubanks Dominik Koepfer Alex de Minaur Kei Nishikori |
| 30.     | 24 lipca | Atlanta Open Atlanta ATP Tour 250 Twarda           | Nathaniel Lammons Jackson Withrow        | 7:6(3), 7:6(4)             | Max Purcell Jordan Thompson          | Ugo Humbert Jeffrey John Wolf       | Christopher Eubanks Dominik Koepfer Alex de Minaur Kei Nishikori |
| 31.     | 31 lipca | Washington Open Waszyngton ATP Tour 500 Twarda     | Daniel Evans                             | 7:5, 6:3                   | Tallon Griekspoor                    | Grigor Dimitrow Taylor Fritz        | Ugo Humbert Frances Tiafoe Jordan Thompson Jeffrey John Wolf     |
| 31.     | 31 lipca | Washington Open Waszyngton ATP Tour 500 Twarda     | Máximo González Andrés Molteni           | 6:7(4), 6:2, 10–6          | Mackenzie McDonald Ben Shelton       | Grigor Dimitrow Taylor Fritz        | Ugo Humbert Frances Tiafoe Jordan Thompson Jeffrey John Wolf     |
| 31.     | 31 lipca | Austrian Open Kitzbühel ATP Tour 250 Ceglana       | Sebastián Báez                           | 6:3, 6:1                   | Dominic Thiem                        | Laslo Đere Tomás Martín Etcheverry  | Pedro Cachín Daniel Elahi Galán Alex Molčan Arthur Rinderknech   |
| 31.     | 31 lipca | Austrian Open Kitzbühel ATP Tour 250 Ceglana       | Alexander Erler Lucas Miedler            | 6:4, 6:4                   | Gonzalo Escobar Ołeksandr Nedowiesow | Laslo Đere Tomás Martín Etcheverry  | Pedro Cachín Daniel Elahi Galán Alex Molčan Arthur Rinderknech   |
| 31.     | 31 lipca | Los Cabos Open Los Cabos ATP Tour 250 Twarda       | Stefanos Tsitsipas                       | 6:3, 6:4                   | Alex de Minaur                       | Borna Ćorić Dominik Koepfer         | Ilja Iwaszka Nicolás Jarry Aleksandar Kovacevic Tommy Paul       |
| 31.     | 31 lipca | Los Cabos Open Los Cabos ATP Tour 250 Twarda       | Santiago González Édouard Roger-Vasselin | 6:4, 7:5                   | Andrew Harris Dominik Koepfer        | Borna Ćorić Dominik Koepfer         | Ilja Iwaszka Nicolás Jarry Aleksandar Kovacevic Tommy Paul       |

### Sierpień
| Tydzień | Data        | Turniej                                                    | Zwycięzcy                         | Wynik               | Finaliści                      | Półfinaliści                           | Ćwierćfinaliści                                                      |
| ------- | ----------- | ---------------------------------------------------------- | --------------------------------- | ------------------- | ------------------------------ | -------------------------------------- | -------------------------------------------------------------------- |
| 32.     | 7 sierpnia  | Canadian Open Toronto ATP Tour Masters 1000 Twarda         | Jannik Sinner                     | 6:4, 6:1            | Alex de Minaur                 | Alejandro Davidovich Fokina Tommy Paul | Carlos Alcaraz<br Mackenzie McDonald Daniił Miedwiediew Gaël Monfils |
| 32.     | 7 sierpnia  | Canadian Open Toronto ATP Tour Masters 1000 Twarda         | Marcelo Arévalo Jean-Julien Rojer | 6:3, 6:1            | Rajeev Ram Joe Salisbury       | Alejandro Davidovich Fokina Tommy Paul | Carlos Alcaraz<br Mackenzie McDonald Daniił Miedwiediew Gaël Monfils |
| 33.     | 13 sierpnia | Cincinnati Masters Cincinnati ATP Tour Masters 1000 Twarda | Novak Đoković                     | 5:7, 7:6(7), 7:6(4) | Carlos Alcaraz                 | Hubert Hurkacz Alexander Zverev        | Taylor Fritz Adrian Mannarino Alexei Popyrin Max Purcell             |
| 33.     | 13 sierpnia | Cincinnati Masters Cincinnati ATP Tour Masters 1000 Twarda | Máximo González Andrés Molteni    | 3:6, 6:1, 11–9      | Jamie Murray Michael Venus     | Hubert Hurkacz Alexander Zverev        | Taylor Fritz Adrian Mannarino Alexei Popyrin Max Purcell             |
| 34.     | 20 sierpnia | Winston-Salem Open Winston-Salem ATP Tour 250 Twarda       | Sebastián Báez                    | 6:4, 6:3            | Jiří Lehečka                   | Borna Ćorić Sebastian Korda            | Juan Manuel Cerúndolo Laslo Đere Richard Gasquet Max Purcell         |
| 34.     | 20 sierpnia | Winston-Salem Open Winston-Salem ATP Tour 250 Twarda       | Nathaniel Lammons Jackson Withrow | 6:3, 6:4            | Lloyd Glasspool Neal Skupski   | Borna Ćorić Sebastian Korda            | Juan Manuel Cerúndolo Laslo Đere Richard Gasquet Max Purcell         |
| 35.–36. | 28 sierpnia | US Open Nowy Jork Wielki Szlem Twarda                      | Novak Đoković                     | 6:3, 7:6(5), 6:3    | Daniił Miedwiediew             | Carlos Alcaraz Ben Shelton             | Taylor Fritz Andriej Rublow Frances Tiafoe Alexander Zverev          |
| 35.–36. | 28 sierpnia | US Open Nowy Jork Wielki Szlem Twarda                      | Rajeev Ram Joe Salisbury          | 2:6, 6:3, 6:4       | Rohan Bopanna Matthew Ebden    | Carlos Alcaraz Ben Shelton             | Taylor Fritz Andriej Rublow Frances Tiafoe Alexander Zverev          |
| 35.–36. | 28 sierpnia | US Open Nowy Jork Wielki Szlem Twarda                      | Anna Danilina Harri Heliövaara    | 6:3, 6:4            | Jessica Pegula Austin Krajicek | Carlos Alcaraz Ben Shelton             | Taylor Fritz Andriej Rublow Frances Tiafoe Alexander Zverev          |

### Wrzesień
| Tydzień | Data        | Turniej | Zwycięzcy                                                                                               | Wynik                                                                                                   | Finaliści                                                                                               | Półfinaliści                    | Ćwierćfinaliści                                                              |
| ------- | ----------- | --- | --- | --- | --- | ------------------------------- | ---------------------------------------------------------------------------- |
| 37.     | 11 września | Faza grupowa Pucharu Davisa Bolonia – Twarda (hala) Manchester – Twarda (hala) Walencja – Twarda (hala) Split – Twarda (hala) | Awans do ćwierćfinału: · Kanada Włochy · Wielka Brytania Australia · Czechy Serbia · Holandia Finlandia | Awans do ćwierćfinału: · Kanada Włochy · Wielka Brytania Australia · Czechy Serbia · Holandia Finlandia | Awans do ćwierćfinału: · Kanada Włochy · Wielka Brytania Australia · Czechy Serbia · Holandia Finlandia |                                 |                                                                              |
| 38.     | 20 września | Chengdu Open Chengdu ATP Tour 250 Twarda                                                                                      | Alexander Zverev                                                                                        | 6:7(2), 7:6(5), 6:3                                                                                     | Roman Safiullin                                                                                         | Grigor Dimitrow Lorenzo Musetti | Miomir Kecmanović Arthur Rinderknech Christopher O’Connell Jordan Thompson   |
| 38.     | 20 września | Chengdu Open Chengdu ATP Tour 250 Twarda                                                                                      | Sadio Doumbia Fabien Reboul                                                                             | 4:6, 7:5, 10–7                                                                                          | Francisco Cabral Rafael Matos                                                                           | Grigor Dimitrow Lorenzo Musetti | Miomir Kecmanović Arthur Rinderknech Christopher O’Connell Jordan Thompson   |
| 38.     | 20 września | Zhuhai Championships Zhuhai ATP Tour 250 Twarda                                                                               | Karen Chaczanow                                                                                         | 7:6(2), 6:1                                                                                             | Yoshihito Nishioka                                                                                      | Asłan Karacew Sebastian Korda   | Tomás Martín Etcheverry Mackenzie McDonald Cameron Norrie Jan-Lennard Struff |
| 38.     | 20 września | Zhuhai Championships Zhuhai ATP Tour 250 Twarda                                                                               | Jamie Murray Michael Venus                                                                              | 6:4, 6:4                                                                                                | Nathaniel Lammons Jackson Withrow                                                                       | Asłan Karacew Sebastian Korda   | Tomás Martín Etcheverry Mackenzie McDonald Cameron Norrie Jan-Lennard Struff |
| 38.     | 22 września | Puchar Lavera Vancouver Twarda (hala)                                                                                         | Drużyna Światowa                                                                                        | 13–2 | Drużyna Europejska                                                                                      |                                 |                                                                              |
| 39.     | 27 września | Astana Open Astana ATP Tour 250 Twarda (hala)                                                                                 | Adrian Mannarino                                                                                        | 4:6, 6:3, 6:2                                                                                           | Sebastian Korda                                                                                         | Hamad Međedović Sebastian Ofner | Tallon Griekspoor Jiří Lehečka Jurij Rodionov Dominic Thiem                  |
| 39.     | 27 września | Astana Open Astana ATP Tour 250 Twarda (hala)                                                                                 | Nathaniel Lammons Jackson Withrow                                                                       | 7:6(4), 7:6(7)                                                                                          | Mate Pavić John Peers                                                                                   | Hamad Međedović Sebastian Ofner | Tallon Griekspoor Jiří Lehečka Jurij Rodionov Dominic Thiem                  |
| 39.     | 28 września | China Open Pekin ATP Tour 500 Twarda                                                                                          | Jannik Sinner                                                                                           | 7:6(2), 7:6(2)                                                                                          | Daniił Miedwiediew                                                                                      | Carlos Alcaraz Alexander Zverev | Grigor Dimitrow Ugo Humbert Nicolás Jarry Casper Ruud                        |
| 39.     | 28 września | China Open Pekin ATP Tour 500 Twarda                                                                                          | Ivan Dodig Austin Krajicek                                                                              | 6:7(12), 6:3, 10–5                                                                                      | Wesley Koolhof Neal Skupski                                                                             | Carlos Alcaraz Alexander Zverev | Grigor Dimitrow Ugo Humbert Nicolás Jarry Casper Ruud                        |

### Październik
| Tydzień | Data            | Turniej                                                   | Zwycięzcy                                | Wynik                | Finaliści                         | Półfinaliści                           | Ćwierćfinaliści                                                                 |
| ------- | --------------- | --------------------------------------------------------- | ---------------------------------------- | -------------------- | --------------------------------- | -------------------------------------- | ------------------------------------------------------------------------------- |
| 40.–41. | 4 października  | Shanghai Masters Szanghaj ATP Tour Masters 1000 Twarda    | Hubert Hurkacz                           | 6:3, 3:6, 7:6(8)     | Andriej Rublow                    | Grigor Dimitrow Sebastian Korda        | Ugo Humbert Nicolás Jarry Fábián Marozsán Ben Shelton                           |
| 40.–41. | 4 października  | Shanghai Masters Szanghaj ATP Tour Masters 1000 Twarda    | Marcel Granollers Horacio Zeballos       | 5:7, 6:2, 10–7       | Rohan Bopanna Matthew Ebden       | Grigor Dimitrow Sebastian Korda        | Ugo Humbert Nicolás Jarry Fábián Marozsán Ben Shelton                           |
| 42.     | 16 października | Japan Open Tennis Championships Tokio ATP Tour 500 Twarda | Ben Shelton                              | 7:5, 6:1             | Asłan Karacew                     | Marcos Giron Shintarō Mochizuki        | Félix Auger-Aliassime Alex de Minaur Tommy Paul Alexei Popyrin                  |
| 42.     | 16 października | Japan Open Tennis Championships Tokio ATP Tour 500 Twarda | Rinky Hijikata Max Purcell               | 6:4, 6:1             | Jamie Murray Michael Venus        | Marcos Giron Shintarō Mochizuki        | Félix Auger-Aliassime Alex de Minaur Tommy Paul Alexei Popyrin                  |
| 42.     | 16 października | European Open Antwerpia ATP Tour 250 Twarda (hala)        | Aleksandr Bublik                         | 6:4, 6:4             | Arthur Fils                       | Maximilian Marterer Stefanos Tsitsipas | Hugo Gaston Yannick Hanfmann Giovanni Mpetshi Perricard Juan Pablo Varillas     |
| 42.     | 16 października | European Open Antwerpia ATP Tour 250 Twarda (hala)        | Petros Tsitsipas Stefanos Tsitsipas      | 6:7(5), 6:4, 10:8    | Ariel Behar Adam Pavlásek         | Maximilian Marterer Stefanos Tsitsipas | Hugo Gaston Yannick Hanfmann Giovanni Mpetshi Perricard Juan Pablo Varillas     |
| 42.     | 16 października | Stockholm Open Sztokholm ATP Tour 250 Twarda (hala)       | Gaël Monfils                             | 4:6, 7:6(6), 6:3     | Pawieł Kotow                      | Laslo Đere Miomir Kecmanović           | Tallon Griekspoor Tomáš Macháč Adrian Mannarino Elias Ymer                      |
| 42.     | 16 października | Stockholm Open Sztokholm ATP Tour 250 Twarda (hala)       | Andriej Gołubiew Denys Mołczanow         | 7:6(8), 6:2          | Yuki Bhambri Julian Cash          | Laslo Đere Miomir Kecmanović           | Tallon Griekspoor Tomáš Macháč Adrian Mannarino Elias Ymer                      |
| 43.     | 23 października | Swiss Indoors Basel Bazylea ATP Tour 500 Twarda (hala)    | Félix Auger-Aliassime                    | 7:6(3), 7:6(5)       | Hubert Hurkacz                    | Ugo Humbert Holger Rune                | Tomás Martín Etcheverry Tallon Griekspoor Dominic Stricker Aleksandr Szewczenko |
| 43.     | 23 października | Swiss Indoors Basel Bazylea ATP Tour 500 Twarda (hala)    | Santiago González Édouard Roger-Vasselin | 6:7(8), 7:6(3), 10–1 | Hugo Nys Jan Zieliński            | Ugo Humbert Holger Rune                | Tomás Martín Etcheverry Tallon Griekspoor Dominic Stricker Aleksandr Szewczenko |
| 43.     | 23 października | Vienna Open Wiedeń ATP Tour 500 Twarda (hala)             | Jannik Sinner                            | 7:6(7), 4:6, 6:3     | Daniił Miedwiediew                | Andriej Rublow Stefanos Tsitsipas      | Karen Chaczanow Borna Gojo Frances Tiafoe Alexander Zverev                      |
| 43.     | 23 października | Vienna Open Wiedeń ATP Tour 500 Twarda (hala)             | Rajeev Ram Joe Salisbury                 | 6:4, 5:7, 12–10      | Nathaniel Lammons Jackson Withrow | Andriej Rublow Stefanos Tsitsipas      | Karen Chaczanow Borna Gojo Frances Tiafoe Alexander Zverev                      |
| 44.     | 30 października | Paris Masters Paryż ATP Tour Masters 1000 Twarda (hala)   | Novak Đoković                            | 6:4, 6:3             | Grigor Dimitrow                   | Andriej Rublow Stefanos Tsitsipas      | Karen Chaczanow Alex de Minaur Hubert Hurkacz Holger Rune                       |
| 44.     | 30 października | Paris Masters Paryż ATP Tour Masters 1000 Twarda (hala)   | Santiago González Édouard Roger-Vasselin | 6:2, 5:7, 10–7       | Rohan Bopanna Matthew Ebden       | Andriej Rublow Stefanos Tsitsipas      | Karen Chaczanow Alex de Minaur Hubert Hurkacz Holger Rune                       |

### Listopad
| Tydzień | Data         | Turniej                                                                    | Zwycięzcy                                           | Wynik                                               | Finaliści                                           | Półfinaliści                                        | Ćwierćfinaliści                                                               |
| ------- | ------------ | -------------------------------------------------------------------------- | --------------------------------------------------- | --------------------------------------------------- | --------------------------------------------------- | --------------------------------------------------- | ----------------------------------------------------------------------------- |
| 45.     | 5 listopada  | Moselle Open Metz ATP Tour 250 Twarda (hala)                               | Ugo Humbert                                         | 6:3, 6:3                                            | Aleksandr Szewczenko                                | Fabio Fognini Pierre-Hugues Herbert                 | Karen Chaczanow Harold Mayot Lorenzo Sonego Luca Van Assche                   |
| 45.     | 5 listopada  | Moselle Open Metz ATP Tour 250 Twarda (hala)                               | Hugo Nys Jan Zieliński                              | 6:4, 6:4                                            | Constantin Frantzen Hendrik Jebens                  | Fabio Fognini Pierre-Hugues Herbert                 | Karen Chaczanow Harold Mayot Lorenzo Sonego Luca Van Assche                   |
| 45.     | 5 listopada  | Tel Aviv Open Tel Awiw-Jafa ATP Tour 250 Twarda (hala)                     | Turniej anulowano z powodu wybuchu wojny w regionie | Turniej anulowano z powodu wybuchu wojny w regionie | Turniej anulowano z powodu wybuchu wojny w regionie | Turniej anulowano z powodu wybuchu wojny w regionie | Turniej anulowano z powodu wybuchu wojny w regionie                           |
| 45.     | 5 listopada  | Sofia Open Sofia ATP Tour 250 Twarda (hala)                                | Adrian Mannarino                                    | 7:6(6), 2:6, 6:3                                    | Jack Draper                                         | Pawieł Kotow Jan-Lennard Struff                     | Márton Fucsovics Cem İlkel Fábián Marozsán Sebastian Ofner                    |
| 45.     | 5 listopada  | Sofia Open Sofia ATP Tour 250 Twarda (hala)                                | Gonzalo Escobar Ołeksandr Nedowiesow                | 6:3, 3:6, 13–11                                     | Julian Cash Nikola Mektić                           | Pawieł Kotow Jan-Lennard Struff                     | Márton Fucsovics Cem İlkel Fábián Marozsán Sebastian Ofner                    |
| Tydzień | Data         | Turniej                                                                    | Zwycięzcy                                           | Wynik                                               | Finaliści                                           | Półfinaliści                                        | Faza grupowa                                                                  |
| 46.     | 12 listopada | ATP Finals Turyn ATP Finals Twarda (hala)                                  | Novak Đoković                                       | 6:3, 6:3                                            | Jannik Sinner                                       | Carlos Alcaraz Daniił Miedwiediew                   | Hubert Hurkacz Andriej Rublow Holger Rune Stefanos Tsitsipas Alexander Zverev |
| 46.     | 12 listopada | ATP Finals Turyn ATP Finals Twarda (hala)                                  | Rajeev Ram Joe Salisbury                            | 6:3, 6:4                                            | Marcel Granollers Horacio Zeballos                  | Carlos Alcaraz Daniił Miedwiediew                   | Hubert Hurkacz Andriej Rublow Holger Rune Stefanos Tsitsipas Alexander Zverev |
| Tydzień | Data         | Turniej                                                                    | Zwycięzcy                                           | Wynik                                               | Finaliści                                           | Półfinaliści                                        | Ćwierćfinaliści                                                               |
| 47.     | 20 listopada | Puchar Davisa Malaga Twarda (hala)                                         | Włochy                                              | 2–0                                                 | Australia                                           | Finlandia · Serbia                                  | Czechy · Holandia · Kanada · Wielka Brytania                                  |
| Tydzień | Data         | Turniej                                                                    | Zwycięzcy                                           | Wynik                                               | Finaliści                                           | Półfinaliści                                        | Faza grupowa                                                                  |
| 48.     | 27 listopada | Next Generation ATP Finals Dżudda Next Generation ATP Finals Twarda (hala) | Hamad Međedović                                     | 3:4(6), 4:1, 4:2, 3:4(9), 4:1                       | Arthur Fils                                         | Dominic Stricker Luca Van Assche                    | Flavio Cobolli Alex Michelsen Luca Nardi Abedallah Shelbayh                   |

## Wielki Szlem
| Turniej         | Gra pojedyncza | Gra podwójna                | Gra mieszana                   |
| Australian Open | Novak Đoković  | Rinky Hijikata Jason Kubler | Luisa Stefani Rafael Matos     |
| French Open     | Novak Đoković  | Ivan Dodig Austin Krajicek  | Miyu Katō Tim Pütz             |
| Wimbledon       | Carlos Alcaraz | Wesley Koolhof Neal Skupski | Ludmyła Kiczenok Mate Pavić    |
| US Open         | Novak Đoković  | Rajeev Ram Joe Salisbury    | Anna Danilina Harri Heliövaara |

## Wygrane turnieje

### Klasyfikacja tenisistów
| Wygrane | Zawodnik                | Wielki Szlem | Wielki Szlem | Wielki Szlem | ATP Finals | ATP Finals | Masters 1000 | Masters 1000 | Tour 500 | Tour 500 | Tour 250 | Tour 250 | Łącznie | Łącznie | Łącznie |
| Wygrane | Zawodnik                | S            | D            | M            | S          | D          | S            | D            | S        | D        | S        | D        | S       | D       | M       |
| ------- | ----------------------- | ------------ | ------------ | ------------ | ---------- | ---------- | ------------ | ------------ | -------- | -------- | -------- | -------- | ------- | ------- | ------- |
| 7       | Novak Đoković           | 3            |              |              | 1          |            | 2            |              |          |          | 1        |          | 7       | 0       | 0       |
| 6       | Carlos Alcaraz          | 1            |              |              |            |            | 2            |              | 2        |          | 1        |          | 6       | 0       | 0       |
| 5       | Daniił Miedwiediew      |              |              |              |            |            | 2            |              | 2        |          | 1        |          | 5       | 0       | 0       |
| 5       | Máximo González         |              |              |              |            |            |              | 1            |          | 3        |          | 1        | 0       | 5       | 0       |
| 5       | Andrés Molteni          |              |              |              |            |            |              | 1            |          | 3        |          | 1        | 0       | 5       | 0       |
| 4       | Ivan Dodig              |              | 1            |              |            |            |              | 1            |          | 2        |          |          | 0       | 4       | 0       |
| 4       | Austin Krajicek         |              | 1            |              |            |            |              | 1            |          | 2        |          |          | 0       | 4       | 0       |
| 4       | Mate Pavić              |              |              | 1            |            |            |              |              |          |          |          | 3        | 0       | 3       | 1       |
| 3       | Rajeev Ram              |              | 1            |              |            | 1          |              |              |          |          |          | 1        | 0       | 3       | 0       |
| 3       | Joe Salisbury           |              | 1            |              |            | 1          |              |              |          |          |          | 1        | 0       | 3       | 0       |
| 3       | Andriej Rublow          |              |              |              |            |            | 1            | 1            |          |          | 1        |          | 2       | 1       | 0       |
| 3       | Marcelo Arévalo         |              |              |              |            |            |              | 1            |          |          |          | 2        | 0       | 3       | 0       |
| 3       | Santiago González       |              |              |              |            |            |              | 1            |          |          |          | 2        | 0       | 3       | 0       |
| 3       | Édouard Roger-Vasselin  |              |              |              |            |            |              | 1            |          |          |          | 2        | 0       | 3       | 0       |
| 3       | Jean-Julien Rojer       |              |              |              |            |            |              | 1            |          |          |          | 2        | 0       | 3       | 0       |
| 3       | Alexander Erler         |              |              |              |            |            |              |              |          | 1        |          | 2        | 0       | 3       | 0       |
| 3       | Lucas Miedler           |              |              |              |            |            |              |              |          | 1        |          | 2        | 0       | 3       | 0       |
| 3       | Sebastián Báez          |              |              |              |            |            |              |              |          |          | 3        |          | 3       | 0       | 0       |
| 3       | Nathaniel Lammons       |              |              |              |            |            |              |              |          |          |          | 3        | 0       | 3       | 0       |
| 3       | Nikola Mektić           |              |              |              |            |            |              |              |          |          |          | 3        | 0       | 3       | 0       |
| 3       | Jamie Murray            |              |              |              |            |            |              |              |          |          |          | 3        | 0       | 3       | 0       |
| 3       | Jackson Withrow         |              |              |              |            |            |              |              |          |          |          | 3        | 0       | 3       | 0       |
| 3       | Michael Venus           |              |              |              |            |            |              |              |          |          |          | 3        | 0       | 3       | 0       |
| 2       | Wesley Koolhof          |              | 1            |              |            |            |              |              |          |          |          | 1        | 0       | 2       | 0       |
| 2       | Neal Skupski            |              | 1            |              |            |            |              |              |          |          |          | 1        | 0       | 2       | 0       |
| 2       | Tim Pütz                |              |              | 1            |            |            |              |              |          | 1        |          |          | 0       | 1       | 1       |
| 2       | Harri Heliövaara        |              |              | 1            |            |            |              |              |          |          |          | 1        | 0       | 1       | 1       |
| 2       | Hubert Hurkacz          |              |              |              |            |            | 1            |              |          |          | 1        |          | 2       | 0       | 0       |
| 2       | Jannik Sinner           |              |              |              |            |            | 1            |              |          |          | 1        |          | 2       | 0       | 0       |
| 2       | Rohan Bopanna           |              |              |              |            |            |              | 1            |          |          |          | 1        | 0       | 2       | 0       |
| 2       | Matthew Ebden           |              |              |              |            |            |              | 1            |          |          |          | 1        | 0       | 2       | 0       |
| 2       | Taylor Fritz            |              |              |              |            |            |              |              |          |          | 2        |          | 2       | 0       | 0       |
| 2       | Tallon Griekspoor       |              |              |              |            |            |              |              |          |          | 2        |          | 2       | 0       | 0       |
| 2       | Nicolás Jarry           |              |              |              |            |            |              |              |          |          | 2        |          | 2       | 0       | 0       |
| 2       | Frances Tiafoe          |              |              |              |            |            |              |              |          |          | 2        |          | 2       | 0       | 0       |
| 2       | Sander Gillé            |              |              |              |            |            |              |              |          |          |          | 2        | 0       | 2       | 0       |
| 2       | Andrea Vavassori        |              |              |              |            |            |              |              |          |          |          | 2        | 0       | 2       | 0       |
| 2       | Joran Vliegen           |              |              |              |            |            |              |              |          |          |          | 2        | 0       | 2       | 0       |
| 1       | Rinky Hijikata          |              | 1            |              |            |            |              |              |          |          |          |          | 0       | 1       | 0       |
| 1       | Jason Kubler            |              | 1            |              |            |            |              |              |          |          |          |          | 0       | 1       | 0       |
| 1       | Rafael Matos            |              |              | 1            |            |            |              |              |          |          |          |          | 0       | 0       | 1       |
| 1       | Karen Chaczanow         |              |              |              |            |            |              | 1            |          |          |          |          | 0       | 1       | 0       |
| 1       | Hugo Nys                |              |              |              |            |            |              | 1            |          |          |          |          | 0       | 1       | 0       |
| 1       | Jan Zieliński           |              |              |              |            |            |              | 1            |          |          |          |          | 0       | 1       | 0       |
| 1       | Aleksandr Bublik        |              |              |              |            |            |              |              | 1        |          |          |          | 1       | 0       | 0       |
| 1       | Daniel Evans            |              |              |              |            |            |              |              | 1        |          |          |          | 1       | 0       | 0       |
| 1       | Alex de Minaur          |              |              |              |            |            |              |              | 1        |          |          |          | 1       | 0       | 0       |
| 1       | Cameron Norrie          |              |              |              |            |            |              |              | 1        |          |          |          | 1       | 0       | 0       |
| 1       | Alexander Zverev        |              |              |              |            |            |              |              | 1        |          |          |          | 1       | 0       | 0       |
| 1       | Maxime Cressy           |              |              |              |            |            |              |              |          | 1        |          |          | 0       | 1       | 0       |
| 1       | Kevin Krawietz          |              |              |              |            |            |              |              |          | 1        |          |          | 0       | 1       | 0       |
| 1       | Fabrice Martin          |              |              |              |            |            |              |              |          | 1        |          |          | 0       | 1       | 0       |
| 1       | Marcelo Melo            |              |              |              |            |            |              |              |          | 1        |          |          | 0       | 1       | 0       |
| 1       | John Peers              |              |              |              |            |            |              |              |          | 1        |          |          | 0       | 1       | 0       |
| 1       | Roberto Carballés Baena |              |              |              |            |            |              |              |          |          | 1        |          | 1       | 0       | 0       |
| 1       | Pedro Cachín            |              |              |              |            |            |              |              |          |          | 1        |          | 1       | 0       | 0       |
| 1       | Francisco Cerúndolo     |              |              |              |            |            |              |              |          |          | 1        |          | 1       | 0       | 0       |
| 1       | Christopher Eubanks     |              |              |              |            |            |              |              |          |          | 1        |          | 1       | 0       | 0       |
| 1       | Arthur Fils             |              |              |              |            |            |              |              |          |          | 1        |          | 1       | 0       | 0       |
| 1       | Richard Gasquet         |              |              |              |            |            |              |              |          |          | 1        |          | 1       | 0       | 0       |
| 1       | Kwon Soon-woo           |              |              |              |            |            |              |              |          |          | 1        |          | 1       | 0       | 0       |
| 1       | Dušan Lajović           |              |              |              |            |            |              |              |          |          | 1        |          | 1       | 0       | 0       |
| 1       | Adrian Mannarino        |              |              |              |            |            |              |              |          |          | 1        |          | 1       | 0       | 0       |
| 1       | Alexei Popyrin          |              |              |              |            |            |              |              |          |          | 1        |          | 1       | 0       | 0       |
| 1       | Holger Rune             |              |              |              |            |            |              |              |          |          | 1        |          | 1       | 0       | 0       |
| 1       | Casper Ruud             |              |              |              |            |            |              |              |          |          | 1        |          | 1       | 0       | 0       |
| 1       | Stefanos Tsitsipas      |              |              |              |            |            |              |              |          |          | 1        |          | 1       | 0       | 0       |
| 1       | Wu Yibing               |              |              |              |            |            |              |              |          |          | 1        |          | 1       | 0       | 0       |
| 1       | Yuki Bhambri            |              |              |              |            |            |              |              |          |          |          | 1        | 0       | 1       | 0       |
| 1       | Simone Bolelli          |              |              |              |            |            |              |              |          |          |          | 1        | 0       | 1       | 0       |
| 1       | Marcelo Demoliner       |              |              |              |            |            |              |              |          |          |          | 1        | 0       | 1       | 0       |
| 1       | Gonzalo Escobar         |              |              |              |            |            |              |              |          |          |          | 1        | 0       | 1       | 0       |
| 1       | Fabio Fognini           |              |              |              |            |            |              |              |          |          |          | 1        | 0       | 1       | 0       |
| 1       | Lloyd Glasspool         |              |              |              |            |            |              |              |          |          |          | 1        | 0       | 1       | 0       |
| 1       | Robin Haase             |              |              |              |            |            |              |              |          |          |          | 1        | 0       | 1       | 0       |
| 1       | Lloyd Harris            |              |              |              |            |            |              |              |          |          |          | 1        | 0       | 1       | 0       |
| 1       | Matwé Middelkoop        |              |              |              |            |            |              |              |          |          |          | 1        | 0       | 1       | 0       |
| 1       | Ołeksandr Nedowiesow    |              |              |              |            |            |              |              |          |          |          | 1        | 0       | 1       | 0       |
| 1       | Andrea Pellegrino       |              |              |              |            |            |              |              |          |          |          | 1        | 0       | 1       | 0       |
| 1       | Max Purcell             |              |              |              |            |            |              |              |          |          |          | 1        | 0       | 1       | 0       |
| 1       | Blaž Rola               |              |              |              |            |            |              |              |          |          |          | 1        | 0       | 1       | 0       |
| 1       | Nino Serdarušić         |              |              |              |            |            |              |              |          |          |          | 1        | 0       | 1       | 0       |
| 1       | Dominic Stricker        |              |              |              |            |            |              |              |          |          |          | 1        | 0       | 1       | 0       |
| 1       | Jordan Thompson         |              |              |              |            |            |              |              |          |          |          | 1        | 0       | 1       | 0       |
| 1       | Stan Wawrinka           |              |              |              |            |            |              |              |          |          |          | 1        | 0       | 1       | 0       |

### Klasyfikacja państw
| Wygrane | Państwo           | Wielki Szlem | Wielki Szlem | Wielki Szlem | ATP Finals | ATP Finals | Masters 1000 | Masters 1000 | Tour 500 | Tour 500 | Tour 250 | Tour 250 | Łącznie | Łącznie | Łącznie |
| Wygrane | Państwo           | S            | D            | M            | S          | D          | S            | D            | S        | D        | S        | D        | S       | D       | M       |
| ------- | ----------------- | ------------ | ------------ | ------------ | ---------- | ---------- | ------------ | ------------ | -------- | -------- | -------- | -------- | ------- | ------- | ------- |
| 8       | Serbia            | 3            |              |              | 1          |            | 2            |              |          |          | 2        |          | 8       | 0       | 0       |
| 7       | Australia         |              | 2            |              |            |            |              | 1            | 1        |          |          | 3        | 1       | 6       | 0       |
| 7       | Argentyna         |              |              |              |            |            |              |              |          | 4        | 1        | 2        | 1       | 6       | 0       |
| 6       | Stany Zjednoczone |              |              |              |            | 1          |              | 1            |          | 2        | 2        |          | 2       | 4       | 0       |
| 6       | Włochy            |              |              |              |            |            |              |              |          |          | 1        | 5        | 1       | 5       | 0       |
| 5       | Wielka Brytania   |              |              |              |            | 1          |              |              | 1        |          |          | 3        | 1       | 4       | 0       |
| 5       | Hiszpania         |              |              |              |            |            | 2            |              |          | 1        | 2        |          | 5       | 0       | 0       |
| 4       | Austria           |              |              |              |            |            |              |              |          | 2        |          | 2        | 0       | 4       | 0       |
| 4       | Holandia          |              |              |              |            |            |              |              |          |          | 1        | 3        | 1       | 3       | 0       |
| 4       | Belgia            |              |              |              |            |            |              |              |          |          |          | 4        | 0       | 4       | 0       |
| 3       | Polska            |              |              |              |            |            | 1            | 1            |          |          | 1        |          | 2       | 1       | 0       |
| 3       | Francja           |              |              |              |            |            |              | 1            |          | 2        |          | 1        | 0       | 3       | 0       |
| 2       | Brazylia          |              |              | 1            |            |            |              |              |          |          |          | 1        | 0       | 1       | 1       |
| 2       | Chorwacja         |              |              |              |            |            |              | 1            |          | 1        |          |          | 0       | 2       | 0       |
| 2       | Indie             |              |              |              |            |            |              | 1            |          |          |          | 1        | 0       | 2       | 0       |
| 2       | Meksyk            |              |              |              |            |            |              | 1            |          |          |          | 1        | 0       | 2       | 0       |
| 2       | Nowa Zelandia     |              |              |              |            |            |              |              |          |          |          | 2        | 0       | 2       | 0       |
| 1       | Monako            |              |              |              |            |            |              | 1            |          |          |          |          | 0       | 1       | 0       |
| 1       | Chiny             |              |              |              |            |            |              |              |          |          | 1        |          | 1       | 0       | 0       |
| 1       | Chile             |              |              |              |            |            |              |              |          |          | 1        |          | 1       | 0       | 0       |
| 1       | Norwegia          |              |              |              |            |            |              |              |          |          | 1        |          | 1       | 0       | 0       |
| 1       | Dania             |              |              |              |            |            |              |              |          |          | 1        |          | 1       | 0       | 0       |
| 1       | Finlandia         |              |              |              |            |            |              |              |          |          |          | 1        | 0       | 1       | 0       |
| 1       | Salwador          |              |              |              |            |            |              |              |          |          |          | 1        | 0       | 1       | 0       |

## Obronione tytuły
Gra pojedyncza
- Carlos Alcaraz – Madryt, Barcelona
- Holger Rune – Monachium
- Félix Auger-Aliassime - Bazylea
- Novak Đoković - ATP Finals

Gra podwójna
- Rajeev Ram – US Open, ATP Finals
- Joe Salisbury – US Open, ATP Finals
- Andrés Molteni – Córdoba
- Marcelo Arévalo – Delray Beach
- Jean-Julien Rojer – Delray Beach
- Max Purcell – Houston
- Wesley Koolhof – ’s-Hertogenbosch
- Neal Skupski – ’s-Hertogenbosch
- Nikola Mektić – Eastbourne
- Mate Pavić – Eastbourne
- Hugo Nys – Metz
- Jan Zieliński – Metz